# Луна-2
«Луна-2» — советская автоматическая межпланетная станция (АМС), впервые в мире достигшая поверхности Луны. Второй из признанных успешными запусков в рамках советской космической программы «Луна».

## Хронология событий
После того, как АМС «Луна-1» пролетела вблизи Луны, но не попала в неё, ОКБ-1 продолжило попытки достижения Луны с помощью ракеты-носителя «Восток-Л» и АМС того же типа, что и «Луна-1», с незначительными изменениями.
Запуск 18 июня 1959 года окончился аварией: на 153 секунде полёта произошёл отказ гирогоризонта в системе управления ракеты-носителя, в результате чего ракету пришлось подорвать.
Следующую АМС серии пытались запустить трижды, но каждый раз возникали неполадки:
- 6 сентября запуск был отменён на этапе подготовки из-за сброса автоматики;
- 8 сентября возникли проблемы с наддувом бака окислителя центрального блока ракеты-носителя, в результате чего было пропущено «стартовое окно»;
- 9 сентября при попытке запуска снова произошёл сбой автоматики: после зажигания не прошла команда «главная».

После третьей неудачи ракета вместе с АМС была снята со старта.
12 сентября 1959 года в 09:39:42 по московскому времени (UTC+3) был успешно осуществлён запуск следующей АМС серии, получившей название «Луна-2». В массовой советской печати того времени эта АМС называлась «вторая советская космическая ракета».
Это была траектория непрерывного выведения без использования старта с орбиты:201[прояснить].
14 сентября 1959 года в 00:02:24 станция «Луна-2» впервые в мире достигла поверхности Луны в районе Моря Дождей вблизи кратеров Аристилл, Архимед и Автолик.

## Результаты
Аппарат не имел собственной двигательной установки. Из научного оборудования на нём были установлены сцинтилляционные счётчики, счётчики Гейгера, магнитометры, детекторы микрометеоритов. Одним из основных научных достижений миссии было прямое измерение солнечного ветра. Впервые была превышена вторая космическая скорость.
Станция врезалась в Луну со скоростью 3,3 км/сек, предположительно образовав кратер диаметром от 15 до 130 метров. Попадание в Луну было подтверждено прекращением радиосвязи со станцией и наблюдением с советских и иностранных обсерваторий, сфотографировавших пылевое облако над местом падения.
«Луна-2» несла два шарообразных вымпела из нержавеющей стали, каждый из которых был составлен из 72 пятиугольных сегментов: 12 правильной формы, на поверхности которых были отчеканены герб СССР и надпись «СССР», и 60 неправильной формы с пятиконечной звездой, надписью «СССР» и датой запуска. Пятиугольники были отчеканены на Ленинградском монетном дворе. Вымпел диаметром 150 мм был установлен на третьей ступени ракеты; второй, диаметром 90 мм, на самой станции. Шары были полыми и содержали внутри заряд взрывчатки с ударным взрывателем, срабатывающим при столкновении с поверхностью Луны. Энергия взрыва должна была погасить скорость падения у части фрагментов вымпела, в результате чего они, предположительно, попали на поверхность Луны без значительных повреждений. Ещё один вымпел был выполнен из тонкой металлической ленты с надписями: с одной стороны «Союз Советских Социалистических Республик»; с другой в центре герб СССР, по обеим сторонам от него «сентябрь» и по краям «1959». В связи с неудачами первых попыток попадания в Луну, вымпелы пришлось изготовить в пяти вариантах под разные даты запуска.

## Память
- Часть Моря Дождей к северу от района падения станции получила название Залив Лунника.
- В 1958 году третьей Советской антарктической экспедицией был открыт и обследован выступ ледяного Берега Отса в Восточной Антарктиде, который впоследствии был назван мыс Лунник в честь советской автоматической межпланетной станции «Луна-2»[10].

- Почтовые марки
- Почтовые марки СССР. Вторая советская космическая ракета с межпланетной станцией «Луна 2»
- Открытка СССР
- Почтовая марка Республики Конго
- Почтовая марка ГДР

## Интересные факты
Советский Союз демонстрировал модель Лунника и ступени ракеты на технических выставках в Европе. ЦРУ удалось получить неограниченный доступ к моделям для изучения вероятных характеристик ракеты-носителя.
15 сентября 1959 года председатель Совета министров СССР Никита Хрущёв подарил президенту США Дуайту Эйзенхауэру копию сферического вымпела, доставленного на Луну; эта копия хранится в музее Эйзенхауэра в Абилине (штат Канзас).
Ещё одна копия вымпела хранится также в музее Канзасского центра космосферы и космоса.
По-видимому, именно копия лунного вымпела упоминается в написанной вскоре после запуска «Луны-2» песне Александра Галича «Леночка», один из героев которой, дружественный Советскому Союзу эфиопский принц (вымышленный), на приёме в ЦК КПСС «сидит с моделью вымпела».

## Дополнительные материалы
- Межпланетная станция «Луна-2» (текст и видео). Первый канал (12 сентября 2011). Дата обращения: 16 марта 2023.